# 海野まり子
海野 まり子（うみの まりこ、1950年5月12日 - ）は、フジテレビの元アナウンサー、香川県出身。本名、海野 満里子。

## 経歴
6歳の頃から藤間流の日本舞踊を習う。
1973年に明治学院大学法学部卒業と同時にフジテレビに入社（報道局解説放送室付リポーター。1978年に退社し、フリーとなる。1986年にテレビ朝日の契約社員として活躍した。

## 担当番組
| 期間                   | 期間                   | 番組名                                              | 役職                 | 担当日     |
| ---------------------- | ---------------------- | --------------------------------------------------- | -------------------- | ---------- |
| フジテレビ在職時代     | フジテレビ在職時代     | FNN奥さまニュース                                   | シフト勤務キャスター | （交替制） |
| フジテレビ在職時代     | フジテレビ在職時代     | お茶の間ニュース                                    | シフト勤務キャスター | （交替制） |
| 1980年4月5日           | 1984年3月31日          | FNNニュースレポート5:30（フジテレビ）               | キャスター           | 休日       |
| 1982年10月4日          | 1984年3月28日          | FNNモーニングワイド ニュース&スポーツ（フジテレビ） | 司会                 | 月～水曜日 |
| 1984年4月2日           | 1984年9月28日          | FNNモーニングワイド ニュース&スポーツ（フジテレビ） | 司会                 | 平日       |
| テレビ朝日専属契約時代 | テレビ朝日専属契約時代 | 気分はシャッフル                                    | 司会                 | 平日       |
| テレビ朝日専属契約時代 | テレビ朝日専属契約時代 | こんにちは2時                                       | 司会                 | 平日       |

## 同期入社
- 増田明男